# Merchants National Bank (Saint Paul)
El Merchants National Bank o Brooks Building es un edificio comercial en la ciudad de Saint Paul, la capital del estado de Minnesota (Estados Unidos). Fue construido e inaugurado en 1892 como un centro financiero en el vecindario de St. Paul's Lowertown en la esquina de Jackson Street y Fifth Street. La estructura, diseñada por Edward Bassford, utiliza piedra arenisca en un estilo románico richardsoniano. La planta baja estaba ocupada por un banco influyente, mientras que los pisos superiores proporcionaban oficinas de abogados. Varios inquilinos de oficinas alcanzaron una gran prominencia estatal o nacional, incluidos Cushman Kellogg Davis, Cordenio Severance, Frank B. Kellogg, Pierce Butler y William D. Mitchell. Durante muchos años, el edificio fue conocido como McColl Building. Está incluido en el Registro Nacional de Lugares Históricos. La estructura de cuatro pisos fue cuidadosamente rehabilitada y restaurada por David A. Brooks, y el edificio ahora lleva su apellido.